# صك الانتداب الفرنسي على سوريا ولبنان
صك الانتداب الفرنسي على سورية ولبنان الكبير، وقد أقرّه رسميًا مجلس عصبة الأمم المنعقد في لندن يوم 24 يونيو 1922، على أنه دخل حيز التنفيذ فعليًا قبل ذلك، في سورية منذ معركة ميسلون عام 1920، وفي لبنان بعد برهة وجيزة من انسحاب العثمانيين عام 1918. نظم صك الانتداب العلاقة بين الدولة المنتدبة والدولة المنتدب عليها ونطاق دول الانتداب أي ما يشكل حاليًا سورية ولبنان، وقد جاء متوافقًا مع الفقرة الرابعة من عهد عصبة الأمم.
نصّ الميثاق على أن تقوم فرنسا بوضع دستور عن طريق مجالس منتخبة خلال ثلاث سنوات، غير أن هذه الفقرة لم تنفذ في موعدها، فلم يوضع الدستور اللبناني حتى 1926 ودستور سورية حتى 1930. كما نصّ على ضمان سلامة أراضي الدولة المنتدب عليها، وهو ما لم يتم احترامه من قبل فرنسا بتنازلها عن لواء إسكندرون عام 1939، لتركيا. نصّ الصك على إلغاء الامتيازات الأجنبية التي كانت قائمة في سورية العثمانية، وضمان حرية العقيدة وإقامة الشعائر الدينية، واحترام حقوق الإنسان، والمساواة بين المواطنين، ومواقع تواجد الجيش الفرنسي والإدارة المشتركة للشؤون الاقتصادية والخارجية والعسكرية.